# Sziget Fesztivál 2017
A Sziget Fesztivál 2017-es fellépői napi bontásban:
augusztus 9. Pink, Billy Talent, Dubioza Kolektiv, Alma, Bazzookas, Elle Exxe, Kaptn Peng and Die Tentakel Von Delphi, Lola Marsh
augusztus 10. Wiz Khalifa, KensingtonJammie Cullum, Tom Odel, The Vaccines, Alex Clare, Watsky, W and W, Andy C, Dimension, Maurice West, Sunnery James and Ryan Marciano, Big Ranx, Brutto, Klangstof, Nemo, Oligarkh, Biffy Clyro
augusztus 11. Kasabian, PJ Harvey, Rudimental, Charli XCX, Nervo, DJ Shadow, Danny Brown, GTA, Oh Wonder, Bear’s Den, Valention Khan, Bombay Royale, Clement Bazin, Klara and The Pop, Van Holzen
augusztus 12. Bad Religion, Mando Diao, Chrystal Fighters, Oliver Heldens, The Strypes, Gusgus, Weval, Bubituzak, Full Trunk, Kinsfolk, Rien, Roosevelt, Macklemore & Ryan Lewis
augusztus 13. The Pretty Reckless, Metronomy, The Naked and Famous, Steve Aoki, White Lies, One, Her, Brutus, DJ Ride, Greetings Sugar, Le Luci Della Centrale Electric, The Charm Fury, TYCHO, Allah-Las, Bakermat, Hurts
augusztus 14. Major Laser, Flume, Two Door Cinema Club, George Ezra, Mac DeMarco, Vince Staples, Bassjackers, Cashmere Cat, Jagwar Ma, Léon, Cosmo, Naaman, Mother’s Cake, Puggy, Zoo, Don Diablo, Marteria, aandlaand
augusztus 15. Dimitri Vegas and Like Mike, ALT-J, Interpol, The Kills, Paul Van Dyk, Fritz Kalkbrenner, The Courteeners, Leyya, Nothing but Thieves, De Staat, Leningrad, Motorpsycho, Irah, Ricky Rick, Tre Allegri Ragazzi Morti, HVOB, Birdy, Breaking Bejamin